# عاشق شو ببین
عاشق شو ببین (به هندی: Pyaar Karke Dekho) فیلمی محصول سال ۱۹۸۷ و به کارگردانی دی. راجندرا رائو است. در این فیلم بازیگرانی همچون گوویندا، مانداکینی، قادرخان، آریونا ایرانی، نیروپا روی ایفای نقش کرده‌اند.